# Пианото
„Пианото“ (на английски: The Piano) е австралийски филм от 1993 година, драма на режисьорката Джейн Кемпиън по неин собствен сценарий. Главните роли се изпълняват от Холи Хънтър, Харви Кайтел, Сам Нийл, Ана Пакуин.

## Сюжет
Внимание:  Текстът по-долу разкрива сюжета на произведението (или части от него)!
В средата на XIX век Ада Макграт, шотландка с елективен мутизъм, пътува до колониална Нова Зеландия с дъщеря си Флора за уреден брак със заселника Алисдър Стюарт. Ада не говори от шестгодишна възраст, а причината за това, както и самоличността на бащата на Флора, остават неизвестни. Тя общува чрез свирене на пиано и жестомимичен език, като Флора е неин преводач. Ада, нейното пиано и Флора са оставени на един новозеландски плаж. На следващия ден Алисдър пристига с екипажа си от маори и съседа си Джордж Бейнс, пенсиониран моряк, който се е адаптирал към обичаите на маорите, включително татуировки по лицето. Алисдър казва на Ада, че нямат достатъчно носачи за пианото и след това отказва да се върне за него, твърдейки, че всички трябва да направят жертви.
Отчаяна да си върне пианото, Ада търси помощта на Джордж. Въпреки че в началото казва „не“, той сякаш се предава поради нейното желание да си го върне. На плажа той е очарован от музиката ѝ и как тя се радва, когато свири, за разлика от строгото ѝ поведение във фермата. Джордж предлага на Алисдеър земята, за която копнее, в замяна на пианото и уроците на Ада. Алисдър се съгласява, незабелязвайки привличането на Джордж към Ада. Ада е разярена от предложението на Джордж, но се съгласява да разменят уроци за клавиши на пиано. Тя ограничава уроците само до черните клавиши и се съпротивлява на исканията на Джордж за повече интимност. Ада продължава да отблъсква ухажванията на Алисдър, докато изследва чувствеността си с Джордж. В крайна сметка Джордж осъзнава, че Ада никога няма да се обвърже емоционално с него и ѝ връща пианото, признавайки, че иска Ада искрено да се грижи за него. Въпреки че Ада си е върнала пианото, тя копнее за Джордж и се връща при него. Алисдеър подслушва как правят секс и ги наблюдава тайно. Разярен, той се опитва да ѝ се наложи въпреки силната ѝ съпротива. След това той принуждава Ада да обещае, че повече няма да вижда Джордж. Малко след това Ада инструктира Флора да достави пакет на Джордж, който съдържа клавиш от пиано с гравирано любовно обяснение, но Флора го предава на Алисдър. Разгневен от съобщението, Алисдър отрязва показалеца на Ада и изпраща Флора при Джордж с отрязания пръст, предупреждавайки го да стои далеч от Ада, иначе ще ѝ отреже още пръсти. По-късно, докато докосва Ада, докато тя спи, Алисдър чува това, което смята за нейния глас в главата си, която го моли да позволи на Джордж да я отведе. Той отива в къщата на Джордж и пита дали Ада някога му е говорила, но Джордж казва „не“. Джордж и Ада си тръгват заедно с нейните вещи и пианото, вързано за кану. Докато гребат към кораба, Ада моли Джордж да хвърли пианото зад борда. Тя позволява кракът ѝ да бъде хванат от въжето, прикрепено към пианото, и е завлечена под водата с него в опит да се удави. Докато потъва, тя сякаш променя решението си и се бори да се освободи.
В епилога Ада описва новия си живот с Джордж и Флора в Нелсън, където дава уроци по пиано в новия им дом. Джордж ѝ е направил метален пръст, който да замести този, който е загубила, а Ада се упражнява да говори. Разказва и че понякога сънува пианото, лежащо на дъното на океана, а тя все още е вързана за него.

## В ролите
| Актьор         | Роля           |
| -------------- | -------------- |
| Холи Хънтър    | Ада Макграт    |
| Харви Кайтел   | Джордж Бейнс   |
| Сам Нийл       | Алистър Стюарт |
| Ана Пакуин     | Флора Макграт  |
| Кери Уокър     | Леля Мораг     |
| Женевиев Лемън | Неси           |

## Награди и номинации
„Пианото“ получава 3 награди „Оскар“ (за оригинален сценарий, главна и второстепенна женска роля) и е номиниран в 5 други категории, печели „Златен глобус“ за главна женска роля и 5 други номинации, както и 3 награди (за главна женска роля, костюми и сценография) и 7 номинации от БАФТА. Филмът печели „Златна палма“ и наградата за главна женска роля на Кинофестивала в Кан.